# Thomas Midgley

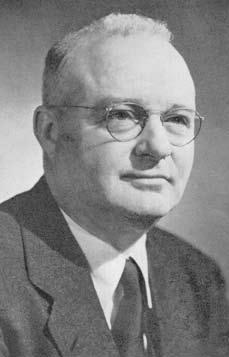
Thomas Midgley (ca. 1935)

Thomas Midgley, Jr. (* 18. Mai 1889 in Beaver Falls, Pennsylvania; † 2. November 1944 in Worthington, Ohio) war ein US-amerikanischer Maschinenbauingenieur, der als Chemiker tätig war. Er entwickelte sowohl das Benzinadditiv Tetraethylblei als auch die Fluorchlorkohlenwasserstoffe (FCKW). Zu der Zeit seiner Entdeckungen wurden seine Verdienste gepriesen; heute wird sein Vermächtnis wesentlich differenzierter gesehen. Der Umwelthistoriker John Robert McNeill stellte fest, dass Midgley „mehr negative Auswirkungen auf die Atmosphäre hatte als jeder andere einzelne Organismus in der Erdgeschichte.“

## Ausbildung
Midgley besuchte die öffentlichen Schulen und die ersten Jahre der High School in Columbus (Ohio). Danach besuchte er ab 1905 die Betts Academy in Stamford als Vorbereitung auf das College. Danach folgte ein Maschinenbaustudium an der Cornell University.

## Werk

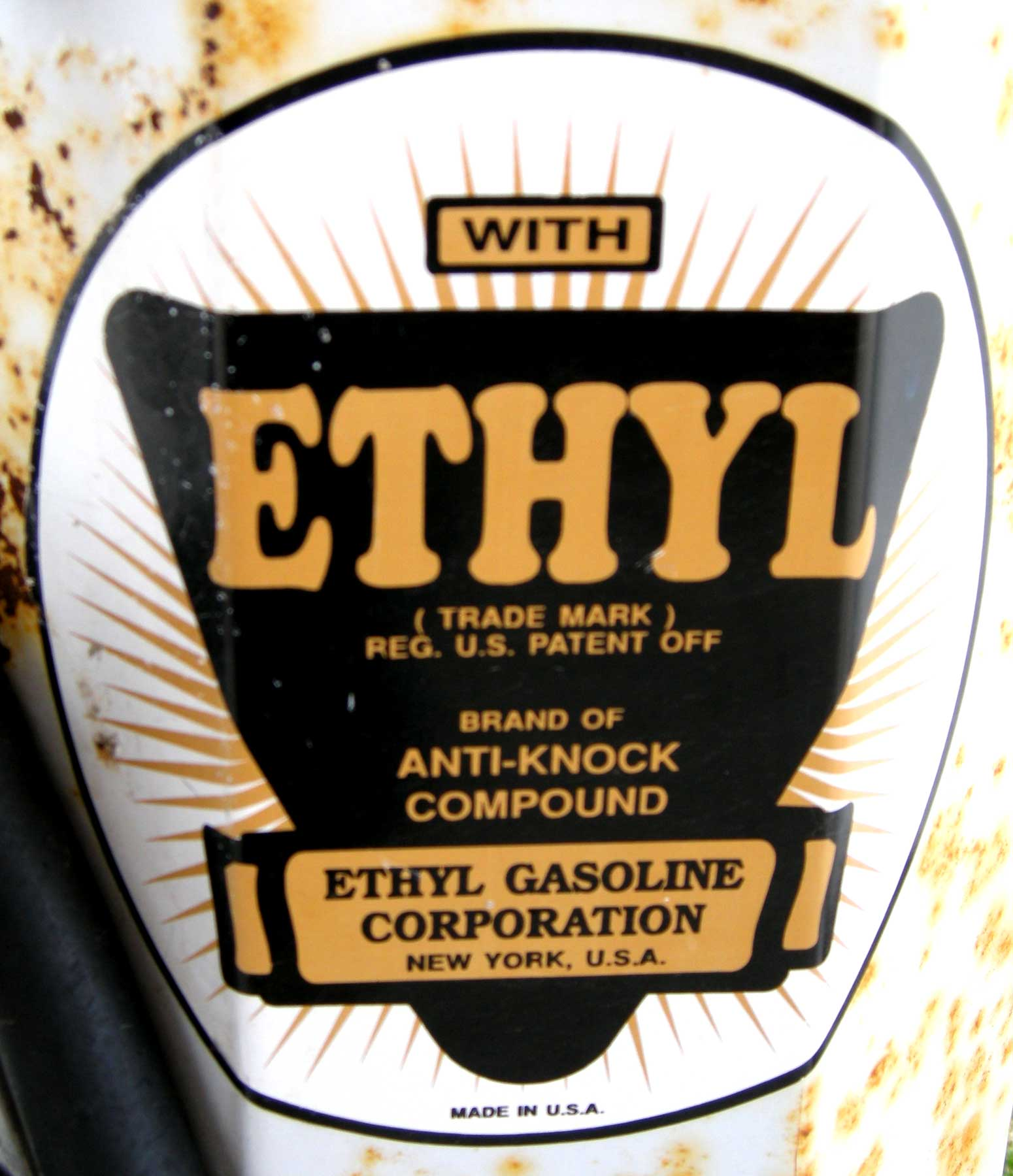
Schild an einer Zapfsäule mit Werbung für Tetraethylblei. Der korrekte englischsprachige Begriff tetraethyl lead wurde zu ethyl verkürzt, damit der Begriff lead (‚Blei‘) nicht auf der Zapfsäule auftaucht.

Während er für General Motors arbeitete, entdeckte er, dass verbleites Benzin das „Klopfen“ bei Verbrennungsmotoren verhindert. Zunächst wurde diese Entdeckung als großer technischer Fortschritt gepriesen und Tetraethylblei wurde zu einem Standardzusatz im Benzin, obwohl klar war, dass hierdurch große Mengen Blei in die Atmosphäre freigesetzt werden, die überall auf der Welt Gesundheitsprobleme verursachen. Arbeiter, die das Additiv produzierten, waren deutlich schwerer betroffen. Es kam zu mehreren Todesfällen und zu schweren Nervenschäden mit Gangstörung und Wahnvorstellungen bei den Arbeitern. Nachdem er den Dampf seines Kraftstoffes inhaliert hatte, um dessen Ungefährlichkeit zu demonstrieren, bekam Midgley 1924 eine Bleivergiftung, die er über ein Jahr lang auskurieren musste.
Im Rahmen der Forschung an Tetraethylblei entwickelte er ein Verfahren zur Gewinnung von Brom aus Meerwasser. Das war notwendig für die Nutzung des Tetraethylblei in Verbrennungsmotoren (siehe auch: Tetraethylblei und 1,2-Dibromethan).
Seine zweite Entdeckung, FCKW, wurde eingeführt, um Kühlschränke sicher zu machen, indem man Chlorfluorkohlenstoffverbindungen (auch Freon genannt) synthetisierte, um damit die vielen giftigen oder explosiven Substanzen zu ersetzen, die bis dahin benutzt worden waren. Auch hier schreckte Midgley nicht davor zurück, persönliche Risiken einzugehen, um die Bedeutung seiner Entwicklung zu untermauern:
Bei einer Demonstration vor der American Chemical Society im Jahr 1930 inhalierte er eine Lunge voll Dichlorfluormethan und blies damit eine Kerze aus, nur um zu zeigen, dass sein Gas sowohl nicht brennbar als auch unschädlich sei. In der Tat sind FCKW für biologische Organismen weitgehend ungiftig. Die mit den FCKW verbundene Problematik liegt darin, dass FCKW extrem langlebig sind, in die obere Atmosphäre aufsteigen können und dort von der Sonnenstrahlung chemisch gespalten werden. Die FCKW-Spaltprodukte führen wiederum zum Abbau der Ozonschicht (bis hin zum Ozonloch), die normalerweise die Ultraviolettstrahlung (hochenergetische Sonnenstrahlung) absorbiert.
Sprühdosen waren eine der Hauptanwendungen von FCKW als inertes, sicheres Treibmittel, von Dosierinhalatoren (Asthma-Inhalatoren) bis zu Deodorant. Seitdem das Montreal-Protokoll verabschiedet wurde, in dem wichtige Länder übereinkamen, FCKW nicht weiter herzustellen, ersetzten Gesundheitsdienste und Pharmaunternehmen diese Inhalatoren durch solche, die kein FCKW enthalten, und schulten die Patienten in deren Anwendung. Die Herstellung von FCKW ist in den Industrieländern verboten.
Seine Forschungen an Gummi gelten als bedeutend. Thomas Midgley Jr. hielt über 170 Patente.

## Geschäftstätigkeit
Midgley war auch ein Geschäftsmann.
Er war seit Gründung der Ethyl Corporation (Hersteller von Tetraethylblei) im Jahr 1923 erster General Manager und auch deren Vizepräsident.
Er war auch ein Vizepräsident von Kinetic Chemicals (Hersteller von Freon) und ein Direktor der Ethyl-Dow Chemical Company (Gewinnung von Brom aus Meerwasser).

## Tod
Im Alter von 51 Jahren erkrankte er an Poliomyelitis und wurde schwerbehindert. Er entwickelte ein ausgeklügeltes System von Seilen und Flaschenzügen, das ihn aus dem Bett und in den Rollstuhl heben sollte. Er starb im Alter von 55 Jahren, als er sich in den Seilen dieser Vorrichtung verhedderte und strangulierte.
Einige Zeitgenossen vermuteten, sein Tod sei ein Suizid gewesen.

## Auszeichnungen
Thomas Midgley erhielt mehrere hochrangige Auszeichnungen:
- William H. Nichols Medal (1923)[5]
- Edward Longstreth Medal (1925)[6]
- Ehrendoktortitel des College of Wooster (1936)[3]
- Perkin Medal (1937)[3]
- Priestley-Medaille (1941), höchste Auszeichnung der American Chemical Society[3]
- Mitglied der National Academy of Sciences (1942)
- Ehrendoktortitel der Ohio State University (1944)[3]
- Willard Gibbs Medal (1942)[3]
- Mitglied der National Inventors Hall of Fame (2003, posthum)

## Patente
- Patent  US1668022: Motor fuel. Veröffentlicht am 1. Mai 1928.‌
- Patent  US2192143: Fluorination process. Veröffentlicht am 27. Februar 1940.‌
- US-Patente von Thomas Midgley. In: Google patent. Abgerufen am 11. Dezember 2009.